# أكيناتور
```

```

أكيناتور (بالإنجليزية: Akinator)‏، الجني الأزرق أو كما يسميها البعض لعبة المارد أكيناتور هي لعبة إلكترونية تصنف من ألعاب ذكاء اصطناعي. تقوم أنت بالتفكير في أي شخص سواء كان هذا الشخص شخصية مشهورة أو صديق لك أو حتى أحد أفراد عائلتك، وعلى الجني الأزرق أن يخمن من هو هذا الشخص.
و قبل تجربة اللعبة، سوف يطلب منك المارد أكيناتور أن تحدد له عمرك فقط، وبعدها سوف يبدأ مباشرة في طرح الأسئلة عليك بخصوص الشخصية التي تفكر أنت بها، وبعد أن تنتهي عدة أسئلة سوف يقترح عليك الجني الأزرق اسم الشخصية التي تفكر بها.
احتلت اللعبة مراتبة متقدمة في الآب ستور.

## روابط خارجية
- الموقع الرسمي بالعربية
- أكيناتور على آب ستور